# Bodhiruci (młodszy)
Bodhiruci (ur. 572, zm. 727) (chiń. Putiliuzhi (菩提流志); kor. Pori Lyuji, Pojeryuji (보제류지); jap. Bodairushi; wiet. Bồ Đề Lưu Chí. chiń. Dàoxī 道希; kor. 도희 Tohŭi; jap. ドウキ Dōki; wiet. Ðaô Hi) – mnich buddyjski z Chotanu, tłumacz z sanskrytu na język chiński. Znany także jako Dharmaruci.

## Tłumaczenia
Teksty znajdujące się w kanonie buddyjskim. T – numer katalogowy tekstu w Taishō shinshū daizōkyō, Tokio 1924-1934; K – numer katalogowy tekstu w The Korean Buddhist Canon: a Descriptive Catalogue', pod red. Lewisa R. Lancastera, Berkeley 1979.
1. Adhyardhaśatikāprajñāpāramitāsūtra [T 240, K 18] 693 r.
2. (Mahā)ratnakūta [T 310, K 22] 713?
3. Trisamvaranirdeśasūtra [T 310{1}, K 22{1}] pom. 706 a 713 r.
4. Anantamukhapariśodhananirdeśaparivarta(sūtra) [T 310{2}, K 22{2}] pom. 706 a 713 r.
5. Sukhāvatīvyūhasūtra [T 310{5}, K 22{5}] pom. 706 a 713 r.
6. Akṣobhyatathāgatasyavyūha(sūtra) [T 310{6}, K 22{6}] pom. 706 a 713 r.
7. Varmavyūhanirdeśa(sūtra) [T 310{7}, K 22{7}] pom. 706 a 713 r.
8. Samantamukhaparivartasūtra [T 310{10}, K 22{10}] pom. 706 a 713 r.
9. Raśmisamantamukhanirdeśa(sūtra) [T 310{11}, K 22{11}] pom. 706 a 713 r.
10. Garbhāvakrāntinirdeśa(sūtra) [T 310{13}, K 22{13}] pom. 706 a 713 r.
11. Vidyutprāptaparipṛcchā(sūtra) [T 310{20}, K 22{20}] pom. 706 a 713 r.
12. Bhadramāyakāraparipṛcchā(sūtra) [T 310{21}, K 22{21}] pom. 706 a 713 r.
13. Mahāprātihāryanirdeśa(sūtra) [T 310{22}, K 22{22}] pom. 706 a 713 r.
14. Upāliparipṛcchā(sūtra) [T 310{24}, K 22{24}] pom. 706 a 713 r.
15. Adhyāśayasañcodana(sūtra) [T 310{25}, K 22{25}] pom. 706 a 713 r.
16. Surataparipṛcchā(sūtra) [T 310{27}, K 22{27}] pom. 706 a 713 r.
17. Vīradatta(grhapati)paripṛcchā(sūtra) [T 310{28}, K 22{28}] pom. 706 a 713 r.
18. Udayanavatsarājaparipṛccha(sūtra) [T 310{29}, K 22{29}] pom. 706 a 713 r.
19. Sumatidārikāparipṛcchā(sūtra) [T 310{30}, K 22{30}] pom. 706 a 713 r.
20. Gangottaraparipṛcchā(sūtra) [T 310{31}, K 22{31}] pom. 706 a 713 r.
21. Gunaratnasankusumitaparipṛcchā(sūtra) [T 310 {34}, K 22{34}] pom. 706 a 713 r.
22. Acintyabuddhavṣiayānirdeśa(sūtra) [T 310{35}, K 22{35}] pom. 706 a 713 r.
23. Simhaparipṛcchā(sūtra) [T 310{37}, K 22{37}] pom. 706 a 713 r.
24. Dārikāvimalaśraddhāparipṛcchā(sūtra) [310{40}, K 22{40}] pom. 706 a 713 r.
25. Maitreyaparipṛcchādharmāṣţa(ka)(sūtra) [T 310{41}, K 22{41}] pom. 706 a 713 r.
26. Akṣayamatiparipṛcchā(sūtra) [T 310{45}, K 22{45}] pom. 706 a 713 r
27. Śrimālā(devī)simhanāda(sūtra) [T 310{48}, K 22{48}] pom. 706 a 713 r.
28. Vyāsaparipṛcchā(sūtra) [T 310{49}, K 22{49}] pom. 706 a 713 r.
29. Sumatidārikāparipṛcchā(sūtra) [T 336, K 36] 693 r.
30. Acintyabuddhaviṣayanirdeśa(sūtra) [T 340, K 43] 693 r.
31. Dacheng jingang jizhu pusa xiuxingfen [T 1130, K83] 693 r.
32. Gayāśīrṣasūtra [T 467, K 225] 693, 694 r.
33. Amoghapāśakalparāja(sūtra) [T 1092, K 287] 707 r.
34. Nīlakantha(ka)(sūtra) [T 1058, K 293] 709 r.
35. Padmacintāmanidhāranī(sūtra) [T 1080, K 298] 709 r.
36. Şadakṣaravidyāmantra(sūtra) [T 1180, K 316] 693 r.
37. Sumukhanāmadhāranī(sūtra) [T 1139, K 351] 693 r.
38. Mahāmanivipulavimānaviśvasupratiṣţhitaguhyaparamarahasyakalparājadhāranī(sūtra) [T 1006, K 422] 706 r.
39. Wufoding sanmei tuoluoni jing [T 952, K 423] pom. 693-706
40. Yizi foding lunwang jing [T 951, K 425] 709 r.
41. Wenshu shili fabaocang tuoluoni jing [T 1185a, K 435] 710 r.
42. Jingangguang yanzhi fengyu touluoni jing [T 1027b, K436] 710 r.
43. Śrimatībrāhmāniparipṛcchā(sūtra) [T 568, K 489] 693 r.